# 威斯特法伦-南方大区
威斯特法伦-南方大区（德語：Gau Westfalen-Süd）是納粹德國的一個行政區劃，来自前普魯士威斯特伐利亞省南部的阿恩斯貝格地區。存在于1933年至1945年間。從1931年至1933年，它是納粹黨在這一地區的区域分支。